# ایجیما، ناگانو
ایجیما، ناگانو (به لاتین: Iijima, Nagano) یک منطقهٔ مسکونی در ژاپن است که در استان ناگانو واقع شده‌است. ایجیما ۸۶٫۹۶ کیلومترمربع مساحت و ۹٬۳۴۳ نفر جمعیت دارد.